# Dongue Ha
Dongue Ha ou Dom Ha (em vietnamita: Đông Hà) é uma cidade do Vietname, capital da província de Quangue Tri. Possui 72,6 quilômetros quadrados e segundo o censo de 2009, havia 81 951 habitantes.